# Sempervivum caucasicum
Sempervivum caucasicum ist eine Pflanzenart aus der Gattung der Hauswurzen (Sempervivum) in der Familie der Dickblattgewächse (Crassulaceae).

## Beschreibung

### Vegetative Merkmale
Sempervivum caucasicum wächst als ziemlich offene Rosettenpflanze mit einem Durchmesser von 3 bis 5 Zentimeter und bildet kurze, kräftige Ausläufer. Die spateligen, kahlen bis leicht flaumhaarigen Laubblätter tragen eine deutlich aufgesetzte Spitze. Sie sind grün und besitzen kleine braune Spitzen. Ihre Blattspreite ist etwa 20 Millimeter lang, 8 Millimeter breit und etwa 3 Millimeter dick.

### Generative Merkmale
Der kurz drüsig-flaumhaarige Blütentrieb erreicht eine Länge von 12 bis 30 Zentimeter. Er trägt lanzettliche, spitze, rötlich überhauchte Blätter von 20 bis 50 Millimeter Länge. Der wenig- bis vielblütige Blütenstand ist ebenstraußähnlich. Die Blüten sind 12- bis 14-zählig. Ihre lanzettlichen, spitzen Kelchblätter sind bis zur Hälfte ihrer Länge miteinander verwachsen. Die linealisch-lanzettlichen, spitz zulaufenden, kurz drüsig-flaumhaarigen Kronblätter sind rosarot und besitzen einen purpurfarbenen Streifen. Die Staubfäden sind fliederfarben, die Staubbeutel rötlich. Die etwas quadratisch-länglichen, gerundeten, geraden Nektarschüppchen sind flach.

## Systematik und Verbreitung
Sempervivum caucasicum ist im Kaukasus in Georgien, Aserbaidschan und Russland auf sandigen und kalkigen Böden, schieferigen Felsen in der alpinen und subalpinen Zone in Höhen von 1300 bis 2600 Metern verbreitet.
Die Erstbeschreibung durch Pierre Edmond Boissier wurde 1872 veröffentlicht.

## Nachweise